# Michael Parks
Michael Parks (* 24. April 1940 in Corona, Kalifornien als Harry Samuel Parks; † 9. Mai 2017 in Los Angeles, Kalifornien) war ein US-amerikanischer Schauspieler, Sänger, Filmregisseur und -produzent.

## Karriere
Michael Parks begann Anfang der 1960er-Jahre mit kleinen Gastrollen in verschiedenen Fernsehserien. 1964 bekam er die Rolle des Adam im Film Die Bibel. Von 1969 bis 1970 spielte er die Titelrolle in der Serie Then Came Bronson. Hierfür nahm er auch das Titellied Long Lonesome Highway auf und erreichte damit Platz 20 in den Billboard Hot 100. In den folgenden Jahren trat er überwiegend in Fernsehserien und -filmen auf. 1979 war er im Actionfilm Sprengkommando Atlantik zu sehen.
1990 bis 1991 spielte Parks die Rolle des Jean Renault in der Serie Twin Peaks. 1996 verkörperte er erstmals die Figur des Texas Rangers Earl McGraw in Robert Rodriguez’ From Dusk Till Dawn. Die gleiche Rolle spielte er in dem 2003 erschienenen Film Kill Bill – Volume 1 und dessen Fortsetzung Kill Bill – Volume 2 sowie 2007 in den Double-Feature-Filmen Death Proof – Todsicher und Planet Terror.
Ab 2011 trat Parks mehrmals in Filmen des Regisseurs und Drehbuchautors Kevin Smith auf. So übernahm er beispielsweise in Red State und Tusk Haupt- oder wichtige Nebenrollen.
Parks’ Sohn, James Parks, ist ebenfalls Schauspieler und spielte in den Filmen From Dusk Till Dawn, Kill Bil – Volume 1 und Kill Bill – Volume 2, Death Proof – Todsicher sowie Red State an der Seite seines Vaters sowie in Rodriguez’ Machete den Sohn des Texas Rangers, nämlich Deputy Edgar McGraw.

## Diskografie

### Studioalben
| Jahr | Titel                 | Höchstplatzierung, Gesamtwochen, AuszeichnungChartsChartplatzierungen (Jahr, Titel, Platzierungen, Wochen, Auszeichnungen, Anmerkungen) | Anmerkungen                |
| Jahr | Titel                 | US | Anmerkungen                |
| ---- | --------------------- | --- | -------------------------- |
| 1969 | Closing The Gap       | US35 (46 Wo.)US | Erstveröffentlichung: 1969 |
| 1970 | Long Lonesome Highway | US24 (21 Wo.)US | Erstveröffentlichung: 1970 |
| 1970 | Blue                  | US71 (8 Wo.)US | Erstveröffentlichung: 1970 |
| 1971 | Lost & Found          | US195 (1 Wo.)US | Erstveröffentlichung: 1971 |

Weitere Veröffentlichungen
- 1971: Best Of
- 1981: You Don’t Know Me
- 1998: Coolin’ Soup
- 2011: The Red State Sessions

### Singles
| Jahr | Titel Album           | Höchstplatzierung, Gesamtwochen, AuszeichnungChartsChartplatzierungen (Jahr, Titel, Album, Platzierungen, Wochen, Auszeichnungen, Anmerkungen) | Anmerkungen                        |
| Jahr | Titel Album           | US | Anmerkungen                        |
| ---- | --------------------- | --- | ---------------------------------- |
| 1970 | Long Lonesome Highway | US20 (12 Wo.)US | Erstveröffentlichung: Februar 1970 |

## Filmografie (Auswahl)
- 1961: Kein Fall für FBI (The Detectives, Fernsehserie, 3 Episoden)
- 1966: Die Bibel (The Bible: In the Beginning…)
- 1969–1970: Then Came Bronson (Fernsehserie, 27 Episoden)
- 1976: Mörderbienen greifen an (The Savage Bees) (Fernsehfilm)
- 1976: Der Letzte der harten Männer (The Last Hard Men)
- 1978: Judy Garland – Lehrjahre eines Hollywood-Stars (Rainbow)
- 1979: Steiner – Das Eiserne Kreuz, 2. Teil
- 1979: Sprengkommando Atlantik (North Sea Hijack)
- 1981: Jodie – Irgendwo in Texas (Hard Country)
- 1986 und 1988: Der Equalizer (The Equalizer, Fernsehserie, 2 Episoden)
- 1988: Arizona Heat
- 1989: Krieg der Welten (War of the Worlds , Fernsehserie, eine Episode)
- 1990: Killing Cop (The China Lake Murders)
- 1990–1991: Twin Peaks (Fernsehserie, 5 Episoden)
- 1991: Chuck Norris – Hitman (The Hitman)
- 1993: SeaQuest DSV (Fernsehserie, eine Episode)
- 1994: Death Wish V – Antlitz des Todes (Death Wish V: The Face of Death)
- 1996: From Dusk Till Dawn
- 1997: Scharfe Täuschung (Deceiver)
- 2000: From Dusk Till Dawn 3 – The Hangman’s Daughter (From Dusk Till Dawn 3: The Hangman’s Daughter)
- 2003: Kill Bill – Volume 1 (Kill Bill: Volume 1)
- 2004: Kill Bill – Volume 2 (Kill Bill: Volume 2)
- 2007: Grindhouse (Double Feature aus Death Proof – Todsicher (Death Proof) und Planet Terror (Grindhouse: Planet Terror))
- 2007: Die Ermordung des Jesse James durch den Feigling Robert Ford (The Assassination of Jesse James by the Coward Robert Ford)
- 2011: Red State
- 2012: Django Unchained
- 2013: We Are What We Are
- 2014: Tusk
- 2016: Blood Father